# Microcampa
Microcampa is een geslacht van vlinders van de familie slakrupsvlinders (Limacodidae).

## Soorten
- M. coreana Matsumura, 1931
- M. fulgens (Leech, 1888)
- M. heringi west, 1937
- M. sachalinensis (Matsumura, 1925)
- M. speciosa (Inoue, 1956)
- M. uncula (Staudinger, 1887)